# Alina Lozano
Alina Lozano (Bogotá, 1969) é uma atriz e escritora colombiana.

## Filmografia

### Televisão
- Eu Sou Franky (2015)
- Crónicas de un sueño (2013)
- Reto de mujer (2012) ... Esther
- Pobres Rico  (2012) ... Elena Tellez
- Los Canarios (2011) ... Ana
- A corazón abierto (2011) ... Mãe da enfermeira
- Las detectivas y el Víctor (2009) ... Magnolia Penagos
- El último matrimonio feliz (2008) ... Esther Pimiento
- Tiempo Final (2008) ... Cantinera
- Vuelo 1503 (2005) ... Mireya Gonzales
- Luna, la heredera (2004) ... Beatriz
- Tres Hombres Tres Mujeres (2003)
- Pedro el Escamoso (2001-2003) ... Nidia Pacheco
- A donde va Soledad (2000) ... Samantha
- Corazón Prohibido (1998)
- Dios se lo pague (1998)
- El Hijo de Nadia (1994) ... Nadia Chona
- De pies a Cabeza (1993)
- Si Mañana estoy viva (1992) ... Bertha
- Romeo y Buseta (1991) ... Perla

### Cinema
- A que te cojo ratón
- El alma del maíz
- Como el gato y el ratón
- Paraíso Travel
- El Control

### Teatro
- Bodas de Perla
- Inquilina fugaz
- Amores simultáneos
- La cándida Eréndira
- El viento y la ceniza
- El diálogo del rebusque
- La trifulca y la tresescena[1]